# 甘英烈
甘英烈（1942年12月12日—），男，安徽霍邱人，中华人民共和国政治人物，中国文学艺术界联合会原党组副书记、书记处书记、荣誉委员，中国志愿服务基金会理事长，第十届全国政协委员。